# Dar la otra mejilla
"Dar la otra mejilla" es una frase de Jesús, mencionada en los evangelios de Lucas y de Mateo. Esta constituye la enseñanza de no responder al mal con otro mal. Es una respuesta directa a la ley del talión de diente por diente y ojo por ojo, y ha tenido mucha influencia en el cristianismo y en la moral de la cultura occidental contemporánea, tanto de forma negativa como positiva. La frase es una de las partes principales del llamado sermón de la montaña.
Contemporáneamente ha influido en los movimientos anarquistas y en los movimientos de resistencia pacífica, como los de León Tolstói y Mahatma Gandhi.

## Menciones de la frase en la biblia

### Evangelio de Lucas, capítulo 6
Al principio del capítulo se menciona que Jesús rompió las reglas del sabbath, al no pasar ayuno y comer él y sus discípulos, argumentando que el hijo del hombre es Señor aun del sábado; y al curar a un hombre de su padecimiento de mano seca, cuestionando si ese día estaba permitido o no hacer el bien y salvar una vida. De esta manera enseñaba que era más importante actuar para ayudar al prójimo, amar, hacer y buscar el bien;  que seguir las tradiciones.
Luego se cuenta que fue a orar a una montaña toda la noche, y al día siguiente reunió a sus discípulos, entre los cuales eligió a 12, que llamó apóstoles.
Reunidos sus discípulos, muchos de los cuales esperaban ser sanados de sus enfermedades, comenzó a hablarles de como los pobres, los hambrientos, y los tristes son dichosos, pues todas sus carencias y dolencias serán reparadas en el cielo; mientras que los ricos, los saciados, y los elogiados pasarán luego pobreza, hambre, y tristeza.
Comenzó entonces a hablar del amor hacia los enemigos. Recomendó hacerles el bien, bendecir a quien los maldijera, y orar por quienes los maltrataran; darles lo que pidan, y si toman la camisa, ofrecerles la capa; pues se debe tratar a los demás como uno quisiera ser tratado.
Es en esa parte donde menciona que si alguien golpea una mejilla, se debe poner la otra:

«Mas a vosotros los que oís, digo: amad a vuestros enemigos, haced bien a los que os aborrecen; bendecid a los que os maldicen, y orad por los que os calumnian. Y al que te hiriere en la mejilla, dale también la otra; y al que te quitare la capa, ni aun el sayo le defiendas. Y a cualquiera que te pidiere, da; y al que tomare lo que es tuyo, no pidas que te lo devuelva. Y como queréis que os hagan los hombres, así hacedles también vosotros» 

Posteriormente explica que solo amar a los que aman, o solo hacer bien a los que hacen el bien, no es suficiente para ser diferente de un pecador, pues ellos hacen lo mismo. Declara que se debe amar y hacer el bien a los enemigos, sin esperar recompensa, pues hacer eso mismo será la recompensa, pues se actuará como Dios actúa, dado que Dios es benigno aún con los malos.
Nuevamente explica que hay que tratar a los demás como uno quisiera ser tratado, mencionando que si uno no juzga, uno no será juzgado; que si uno no condena, no será condenado; y que si uno perdona, uno será perdonado.
Luego dice que el ciego no puede guiar al ciego, y explica que hay que tratar primero de corregirse uno mismo antes de corregir a los otros, pues tal como en la metáfora del ciego, no parece que el malo pueda guiar al malo tampoco, pues si es malo se guiaría por el mal.
Continúa explicando la lección que recién había dado, mencionando que el árbol es conocido por su fruto, y así el hombre ha de ser conocido por sus obras, el que saca de su corazón el bien, será conocido por ser bueno, y el que saca de su corazón el mal, será conocido por ser malo.
El capítulo termina cuando Jesús cuenta su metáfora de la casa construida sobre la arena: un hombre que ponga el fundamento de su casa sobre la arena, en el momento en que el río corra por su terreno, tendrá su casa destruida; pero un hombre que construya su casa sobre la piedra, la mantendrá, aunque el río la golpee fuertemente. Así es como recomienda hacer caso de sus palabras, para entender los actos y así tener un fundamento para ellos, y construirse firmemente de manera que ni el golpe impetuoso del río pueda derribar la obra que se realiza.

### Evangelio de Mateo, capítulo 5
El capítulo 5 del Evangelio de Mateo, relata el mismo suceso, aunque comienza en la parte donde declara bienaventurados a los pobres y desafortunados, haciendo mención además de los misericordiosos, que recibirán misericordia; de los limpios de corazón, que verán a Dios; los perseguidos por la justicia, que suyo es el reino de los cielos; y los vituperados. Todos ellos son la luz del mundo, que hace verle las buenas obras.
Menciona que no viene a abogar las leyes, sino que estas permanecerán hasta el final. Pero que cualquiera que hiciere y enseñare será grande en el reino de los cielos; pues su justicia será mayor que la impuesta, y si no lo fuera no entrarían en el cielo.
Refiere al mandamiento de no matar, y dice que no es solo eso lo prohibido, sino también enojarse locamente con el hermano, insultarlo, etcétera. Si uno va a rendir tributo al altar, pero tiene un asunto pendiente de esta naturaleza con el hermano, entonces este debe inmediatamente volver con el hermano y restablecer su amistad, y solo entonces hay que regresar a ofrecer presentes al templo. Es más importante conciliarse con el adversario.
Refiere al mandamiento de no cometer adulterio, y explica que cualquiera que mira a una mujer para codiciarla, ya es un adúltero en su corazón. Si fue vista con un ojo, es mejor quitarse ese ojo y perderlo, que perderse en el infierno.
Asegura que no hay que repudiar a la esposa y divorciarse de ella, pues, salvo que ella ya sea adúltera, la está impulsando al adulterio al divorciarse de ella. 
Refiere al mandamiento de no jurar en el nombre de Dios en vano, diciendo que no se debe jurar por cualquier cosa, no solo Dios, sino cualquier otra cosa. Lo que se debe hacer es cumplir la palabra, cuando se diga sí, hacer el sí, y cuando se diga no, hacer el no.

«Oísteis que fue dicho a los antiguos: ojo por ojo, y diente por diente. Mas yo os digo: no resistáis al mal; antes a cualquiera que te hiriere en tu mejilla diestra, vuélvele también la otra; y al que quisiere ponerte a pleito y tomarte tu ropa, déjale también la capa; y a cualquiera que te cargare por una milla, ve con él dos. Al que te pidiere, dale; y al que quisiere tomar de ti prestado, no se lo rehuses»

Explica entonces, como en el Evangelio de Lucas, por qué debe hacerse esto. No hay que amar al prójimo y aborrecer al enemigo, sino amar a ambos, pues Dios da sol a los malos y a los buenos, y hace que llueva sobre los justos y los injustos; es decir, Dios los trata igual, y amar a ambos es actuar como Dios. Y hay que ser como él, perfecto.

## Influencia en los primeros años del cristianismo y la justificación de la guerra
Según el estudio sobre el «Discurso Moral acerca de la Guerra en la Iglesia Temprana», hecho por el filósofo James Franklin Childress, en los principios del cristianismo, la participación de los cristianos en la guerra era una posición controversial, pero se hacían presiones morales a los cristianos para justificar su participación en los actos bélicos:
1. El reconocimiento de la prevención del daño como requerimento para el amor vecinal.
2. El sentido de responsabilidad, falta, y culpa, por omisiones.
3. La prueba de la generalización por el filósofo Celso, el cual pedía pensar en las consecuencias de que todo el mundo hiciera lo que hacían los cristianos de no participar en la guerra.[4] Según él, si esto pasara, los bárbaros controlarían el imperio.

Estas presiones contribuyeron a la legitimación de la participación de cristianos en la guerra. Para superar los problemas aparentes que se daban entre esta legitimación y las ideas de «poner la otra mejilla» aquí expuestas.
La iglesia solucionó las tensiones desarrollando distinciones que disminuían o fortalecían la prioridad de estas ideas: distinciones entre lo alto y lo bajo, lo propio y lo de otros, lo interior y lo exterior, y lo público y lo privado.
Según la interpretación más fuerte, literal, absoluta, y universal, de la idea de poner la otra mejilla, cualquier agresión física estaría prohibida bajo cualquier circunstancia, para todos. Pero esta interpretación fue poco aceptada entre los primeros cristianos.
Las distinciones de la iglesia estratificaron la moral, de forma tal que preceptos como el de poner la otra mejilla, en su sentido más fuerte, se volvieron parte de la moral que aplicaba al clérigo -según la distinción de los niveles superiores e inferiores-, formado por hombres con una vida dedicada a la iglesia, y no a los hombres comunes. Así, los hombres comunes sí podían ir a la guerra, pero si iban a la guerra no se podían volver curas, igual que si se casaban o acciones similares.
Los hombres comunes no dejaban de seguir los preceptos como este, pero estos tenían menor relevancia. Según la distinción de lo propio y lo de otros, el precepto aplicaba en el sentido más fuerte cuando se trataba de lo propio, cuando lo agredido era uno mismo uno no podía responder; pero cuando se trataba de lo de otros, el precepto no aplicaba de forma rigurosa, y uno podía responder. Así, la guerra, al no ser algo meramente individual, sino algo relacionado con los otros, parecía estar admitida.
Según la distinción de lo interior y lo exterior, el precepto aplica solo a los aspectos interiores, del corazón, del alma, y no a los exteriores, corporales; por lo cual la guerra es aceptable mientras se haga con un corazón puro, buscando la paz y el amor, y no se haga con odio o goce por el sufrimiento ajeno.
Y según la distinción de lo público y lo privado, el precepto se aplica rigurosamente cuando una persona actúa sin autorización pública; pero con autorización pública, el precepto no es riguroso, y es solo así que se pueden admitir actos como la guerra. Entonces, la guerra y las agresiones son aceptables, solo si son autorizadas por lo divino o por el gobierno, y la rebelión nunca es aceptable porque no es autorizada.

## Influencias en la cultura contemporánea
- León Tolstói escribió el libro El Reino de Dios Está en Vosotros,[5] a partir de las ideas expuestas en el llamado sermón de la montaña, incluyendo esta, que de acuerdo con él, es una enseñanza de resistencia pacífica hacia los ataques violentos. En el libro se hace un análisis de casos reales de resistencia no violenta, y se propone que esta es la mejor manera de combatir los males políticos como el nacionalismo. Este libro originó el movimiento tolstoyano.

- La idea de la frase influyó a Mahatma Gandhi y a idear la satyagraha, un sistema de lucha, desobedencia, y resistencia pacíficas.

- El científico Robert Kowalski ha propuesto usar el precepto de poner la otra mejilla para modificar la política contemporánea respecto al terrorismo, la cual critica por ser compulsiva en sus reacciones a los actos terroristas.[6]

- Richard Horsley, profesor de artes liberales, ha denunciado que varias teorías contemporáneas morales religiosas han querido usar los preceptos de amar a los enemigos, incluyendo el de poner la otra mejilla, para justificar que es un deber la sumisión, por ejemplo, de países del tercer mundo al imperialismo capitalista. Él hace un análisis más profundo de los preceptos, y propone, sobre la base de otros textos en la biblia, que se deben interpretar los preceptos sobre la base de analogías circunstanciales, por lo que la sumisión de naciones subdesarrolladas a otras más desarrolladas no está justificada por estos preceptos.[7]